# BoA
BoA (Beat of Angel), właśc. Kwon Bo-ah (kor. 권보아, ur. 5 listopada 1986 w Guri, Gyeonggi) – południowokoreańska piosenkarka, aktorka i modelka. BoA śpiewa w języku koreańskim, japońskim, chińskim i angielskim. Jest artystką koreańską, której nakład ze sprzedaży wydawnictw muzycznych w Japonii sięgnął najwyższej liczby w historii. Sprzedaż jej albumów studyjnych i singli, nagranych w języku japońskim w tym kraju szacowana jest na liczbę 8 milionów 200 tysięcy egzemplarzy, zgodnie z certyfikatami stowarzyszenia Recording Industry Association of Japan.

## Kariera

### 2000–2002:ID; Peace BiListen to My Heart
Po dwóch latach przygotowań BoA wypuściła swój pierwszy koreański album – ID; Peace B (25 sierpnia 2000 roku). Album otrzymał pozytywne recenzje i był w najlepszej dziesiątce. W Korei Południowej sprzedano 375 000 kopii płyty. BoA współpracowała z wytwórnią SM Entertainment, która przygotowywała współpracę z japońską firmą Avex Trax w celu wejścia na scenę muzyczną w Japonii. W 2001 roku piosenkarka wypuściła album specjalny Jumping into the World w Korei Południowej. Po tym albumie BoA skupiła się na rynku japońskim. Musiała najpierw jednak podszkolić swój japoński. Po podpisaniu kontraktu z firmą Avex Trax w 2001 roku wydała pierwszy japoński singel „ID; Peace B”. Dotarł on do 20. pozycji w rankingu Oricon. Następnie w tym samym roku został wydany singel „Amazing Kiss”, który znalazł się na 23 pozycji i „Kimochi wa tsutawaru” na 15. miejscu. Prawdziwym sukcesem stał się trzeci wydany singel – „Listen to My Heart”. Znalazł się na 5. miejscu na notowaniu Oricon]. W Japonii sprzedano 180 000 kopii. Po tym sukcesie wydano album Listen to My Heart, który przez długi czas utrzymywał się na 1. miejscu. Sprzedano ponad 932 000 kopii w Japonii i ponad 1 300 000 na całym świecie. W 2002 roku BoA wydała piąty singel „Every Heart -Minna no kimochi-”. Po czym nie zapominając o Korei Południowej wydała drugi koreański album NO.1. Album sprzedano w liczbie 650 000 egzemplarzy, co było największym sukcesem w Korei Południowej. Innym sukcesem był album Miracle (327 000 sprzedanych kopii).

### 2003:ValentiiAtlantis Princess
BoA zaczęła kontynuować wydawanie singli w Japonii. Wydała drugi singel „Don’t Start Now”, singel specjalny – „Everything Needs Love” oraz singel „Valenti”, który osiągnął 2. miejsce w rankingu Oricon i został sprzedany w 200 000 kopii.
Następnie wydano singel „Kiseki/No.1” i „Jewel Song/Beside You -Boku o yobu koe-”. Oba single weszły na 3. miejsce w Oricon. W pierwszym tygodniu po wydaniu albumu Valenti (2003 roku) sprzedano 620 000 kopii. Na całym świecie sprzedano 1 600 000 płyt. Valenti stał się jednym z pięciu najlepiej sprzedających albumów roku w Japonii. W 2003 roku w Korei Południowej został wydany trzeci album Atlantis Princess. W zimie tego samego roku BoA wydała kolejny koreański album – Shine We Are.

### 2004:My NameiLove & Honesty
BoA kontynuowała karierę w Japonii, gdzie wydała pierwsze DVD z trasy koncertowej – BoA First Live Tour 2003 – Valenti. Przed nadchodzącym albumem Shine We Are BoA wypuściła kilka singli. Były to: „Shine We Are! / Earthsong”, „Double” (Midnight Parade/Milky Way) oraz „Rock with You”. W 2004 wydany został trzeci japoński album Love & Honesty. Przez dwa tygodnie utrzymywał się na 1 pozycji w Oriconie. Love & Honesty liczy 800 000 sprzedanych kopii na całym świecie i 650 000 w samej Japonii. W lecie 2004 roku BoA wydała w Korei Południowej album My Name. Otrzymała nagrodę Daesang at M.Net 2004 Music Video Festival za teledysk do „My Name”.

## Dyskografia
| Albumy studyjne - ID; Peace B (2000) - No.1 (2002) - Atlantis Princess (2003) - My Name (2004) - Girls on Top (2005) - Hurricane Venus (2010) - Only One (2012) - Kiss My Lips (2015) - Woman (2018) - Better (2020) Minialbumy - One Shot, Two Shot (2018) - Starry Night (2019) - Forgive Me (2022) Albumy specjalne - Jumping into the World (2001) - Miracle (2002) - Shine We Are (2003) | Albumy studyjne - Listen to My Heart (2002) - Valenti (2003) - Love & Honesty (2004) - Outgrow (2006) - Made in Twenty (20) (2007) - The Face (2008) - Identity (2010) - Who’s Back? (2014) - Watashi kono mama de ii no kana (jap. 私このままでいいのかな) (2018) Kompilacje - 2004: K-pop Selection - 2005: Best of Soul - 2009: Best & USA Remiksy - 2002: Peace B. Remixes - 2003: Next World | Albumy studyjne - 2009: BoA |

## Nagrody
- Rok 2000
  - Wins Rookie of the Year award at MTV's music video festival
  - Wins Rookie of the Year award at the annual music contest of KMTV
- Rok 2001
  - MTV Taiwan New Sound prize
- Rok 2002
  - Becomes one of the 10 best singers on MBC TV
  - Wins the grand prize at Japan Record (Taishou) Grand Awards
  - Daesang and at M-net Music Video Festival
  - Best Choreography at M-net Music Video Festival
  - Bonsang at Seoul Gayo Awards
  - Bonsang at SBS Gayo Awards
  - Daesang at Seoul Gayo Awards
  - Daesang at SBS Gayo Awards
  - Artist of the year at KMTV Music Awards
  - Album of the year at Japan Record (Taisho) Awards
  - Golden Artist at Best Hits Song (Kayousai) Festival 2002
- Rok 2003
  - Becomes one of the 10 Best Singers on MBC TV
  - Wins the grand prize at the Proud Korean Awards
  - Bonsang at MBC Awards
  - Bonsang at KMTV Music Awards
  - Artist of the year at KMTV Music Awards
  - Best MV at KBS Music Awards
  - Album of the year at Japan Golden Disk Awards
  - Best dance award at Japan Record (Taisho) Awards
  - Golden Artist at Best Hits Song (Kayousai) Festival 2003
- Rok 2004
  - Wins Favorite Korean Artist at the MTV Asia Awards (MAA)
  - Most Influential Asian Artist awards at the MTV Asia Awards (MAA)
  - Wins Best Dance Video at the MTV Video Music Awards Japan 2004 (VMAJ)
  - Wins the main award at the Gold Disc Grand Awards in Japan
  - Best Hallyu (Korean Wave) Star Award
  - Most popular artist SBS Gayo Awards
  - Bonsang at SBS Gayo Awards
  - Bonsang at M.Net 2004 Music Video Festival
  - Daesang at M.Net 2004 Music Video Festival
  - Best album prize at Golden Melody Awards in Taiwan
  - Best Asian Star prize at Pepsi Top Chinese Music Awards
  - Golden artist at Best Hits Song (Kayousai) Festival 2004
  - Best Dance award at Japan Record Awards
- Rok 2005
  - Participates in NHK Best Singers (Kouhaku) contest in Japan
  - No. 1 in HIT FM Asia Music Chart
  - Best Korean Artist at the World Music Awards
  - Best Female Artist at the M.net music video festival
  - Best Hallyu (Korean Wave) Star Award
  - Golden Artist at Best Hits Song (Kayousai) Festival 2005
  - BonSang at M.net KM Music Festival 2005
- Rok 2006
  - Best Jewelry Wearing Teenager (Japan)
  - Cutest girl in Asia award
  - Vocal musicianship 2006 (Korea/Japan)
  - Jamadel and Drew's Prestigious Award
  - Golden Artist at Best Hits Song (Kayousai) Festival 2006
  - Gold prize at Japan Record (Taishou) Award 2006
  - Participates in NHK Best Singers (Kouhaku) contest in Japan
- Rok 2007
  - Annual Hallyu Award
  - Tokyo Best International Jewelry Dresser Award
  - Overseas Popularity Award
  - The 14th Korea Entertainment Arts Award
  - Young Contemporary Artist Award
  - Golden Artist at Best Hits Song (Kayousai) Festival 2007
  - Gold prize at Japan Record (Taishou) Award 2007
  - Participates in NHK Best Singers (Kouhaku) contest in Japan